# Mayo-Baléo
Mayo-Baléo è un comune del Camerun, che fa parte del dipartimento di Faro-et-Déo nella regione di Adamaoua.